# Only One Flo (Part 1)
Only One Flo (Part 1) – trzeci studyjny album rapera Flo Ridy. Został wydany 24 listopada 2010 roku. Album w pierwszym tygodniu zadebiutował na 107 pozycji w Billboard 200, sprzedając się w 11,000 kopiach.
Pierwszym singlem z albumu jest utwór Club Can't Handle Me, która znalazł się także na soundtracku filmu Step Up 3-D. Piosenka odniosła ogromny sukces w Wielkiej Brytanii, Irlandii, Szkocji, Polsce i Australii. Na kolejny singiel wybrano Turn Around (5, 4, 3, 2, 1).

## Tło
"The Only One" miał być jednym albumem podzielonym na dwa albumy, ten i część drugą Only One Rida (Part 2). Część pierwsza, czyli ten album jest bardziej klubowy, natomiast drugi miał być hip-hopowy. Jest to pierwszy album Flo Ridy, niezawierający naklejki Parental Advisory. Gościnnie na albumie znaleźli się Git Fresh, Akon, Laza Morgan, Kevin Rudolf, Ludacris, Gucci Mane, a na albumie mieli znaleźć się też Lil Wayne i Jay Rock. Produkcją albumu zajął się Axwell, DJ Frank E, Dada Life, Infinity, Antario "tario" Holmes, Dr. Luke, Max Martin, Benny Blanco, Boi-1da, Ester Dean, Los da Mystro, David Guetta, Frédéric Riesterer, Knobody, Slade, Wayne-O, Mike Caren i David Siegel.
W jednym z wywiadów, Flo Rida powiedział, że "Tą płytą chcę pokazać wszystkim, że moje życie to jedna wielka impreza. Ale daję też do zrozumienia, że jest we mnie romantyk, co zapewne bardzo spodoba się kobietom, bo to dla nich są piosenki mające feeling R&B". W bonusowym utworze "Momma" złożył hołd swojej matce, która wychowywała go samotnie. Tytuł krążka nie jest podkreśleniem gwiazdorskiego statusu Flo Ridy, lecz również zwrócenie uwagi na to, że był jedynym chłopcem w licznej, ośmioosobowej rodzinie (ma siedem sióstr), w której wszyscy dbali o siebie.

## Odbiór

### Sukces komercyjny
Płyta zadebiutowała na pozycji 107 w Billboard 200, a w pierwszym tygodniu sprzedano 11 tysięcy kopii. W Australii pojawił się na miejscu 84.

### Opinia krytyków
Po premierze Only One Flo (Part 1) zdobył mieszane opinie od krytyków muzycznych. Strona Metacritic na 100 punktów pochodzących z opinii krytyków przyznała 55 punktów, bazując na sześciu opiniach światowych krytyków muzycznych.
David Jeffries, recenzent AllMusic, przyznał albumowi trzy i pół na pięć gwiazdek, chwaląc klubowy klimat piosenek. Pochwalił utwór "Who Dat Girl" i wykorzystanie sampli piosenki Yello w utworze "Turn Around (5, 4, 3, 2, 1)". W Entertainment Weekly recenzent Mikael Wood ocenił płytę na "C", rozczarowany napisał, że szkoda wszystkie inne utwory na albumie nie posiadają takiej wspaniałej jakości jak "Club Can't Handle Me". Dodał, że zaproszenie Ludacrisa i Gucci Mane w "Why You Up in Here" przyćmiło całkowicie Flo Ridę.

## Single
- "Club Can't Handle Me" - wydano jako pierwszy singiel, tzw. "prowadzący" 28 czerwca 2010 roku. Utwór otrzymał pozytywne recenzje za tekst i uzależniającą muzykę[18]. Kompozycja uplasowała się na pierwszym miejscu Irlandii, Wielkiej Brytanii i Polsce, gdzie spędziła 7 nieprzerwanych tygodni na pozycji pierwszej w Polish Airplay Chart (zobacz: Single numer jeden w roku 2010 (Polska)). Singel w notowaniu końcoworocznym sporządzanym przez Billboard uplasował się na 40. miejscu.

- "Turn Around (5, 4, 3, 2, 1)" - został wydany jako drugi oficjalny singiel z płyty, wydany 8 listopada 2010 roku. Został nazwany kontynuacją poprzedniego singla[19]. Krytycy ogólnie pozytywnie ocenili wykorzystanie w utworze sampli znanych europejskich singli. Kompozycja była najniżej notowanym singlem Flo Ridy w notowaniu Billboard Hot 100, gdzie dotarła tylko do 98. miejsca.

- "Who Dat Girl" - to trzeci oficjalny singel z gościnnym udziałem Akona, wydany 11 stycznia 2011 roku w Stanach Zjednoczonych. Utwór krytykowany był za zbyt prosty tekst[20]. Dotarł do pierwszej dziesiątki notowania w Kanadzie i Australii, gdzie przyznano mu status platynowej płyty.

## Lista utworów
| Nr | Tytuł                                                               | Autorzy tekstów | Producenci                       | Czas |
| -- | ------------------------------------------------------------------- | --- | -------------------------------- | ---- |
| 1. | "On and On" (featuring Kevin Rudolf)                                | Tramar Dillard, Axwell, Mike Caren, Kevin Rudolf, Jacob Kasher | Axwell                           | 2:58 |
| 2. | "Turn Around (5, 4, 3, 2, 1)"                                       | Dillard, Justin Franks, Priscilla Polete, Josh Thomas, Xplicit, Olle Cornéer, Stefan Engblom, George Kranz, Boris Blank, Dieter Meier, The Monsters & The Strangerz                              | DJ Frank E, Dada Life            | 3:20 |
| 3. | "Come with Me"                                                      | Dillard, Jordan Suecof, John "D.O.E." Maultsby, Carmen Key, Antario Dion Holmes, Rufus Lee Copper, Katari T. Cox, Yafeu A. Fula, Joseph Paquette, Tupac Shakur, Bruce Washington, Tyron J. Wrice | Infinity, Antario "Tario" Holmes | 3:02 |
| 4. | "Who Dat Girl" (featuring Akon)                                     | Dillard, Lukasz Gottwald, Claude Kelly, Benjamin Levin, Bruno Mars, Philip Lawrence | Dr. Luke, Benny Blanco           | 3:19 |
| 5. | "21" (featuring Laza Morgan)                                        | Dillard, Matthew Samuels, Julian Bunetta, Ester Dean, Tyler Williams, Jordan Lewis | Boi-1da, Ester Dean              | 3:52 |
| 6. | "Respirator"                                                        | Dillard, Carlos McKinney, Tony Scales | Los da Mystro                    | 3:12 |
| 7. | "Club Can't Handle Me" (featuring David Guetta)                     | Dillard, David Guetta, Frédéric Riesterer, Caren, Key, Kasia Livingston, Giorgia Tuinfort | David Guetta, Frédéric Riesterer | 3:52 |
| 8. | "Why You Up in Here" (featuring Ludacris, Git Fresh and Gucci Mane) | Dillard, Jerome Foster, Marcus Slade, Sydne George, Wayne Thomas, Radric Davis, Chris Bridges | Knobody, Slade, Wayne-O          | 3:36 |

| iTunes bonusy     |
| ----------------- |
| 9. "Momma" - 2:53 |

## Personel
- Flo Rida – kompozytor, producent wykonawczy, wokal
- Aaron Bay-Schuck – A&R, dyrektor
- Akon – wokal
- John Armstrong – inżynier
- Axwell – kompozytor, inżynier, producent, różne
- Nick Bilardello – dyrektor artystyczny, dizajn
- Benny Blanco – kompozytor, producent, programowanie, różne
- Boris Blank – kompozytor
- Boi-1da – kompozytor, producent
- Candice Boyd – wokal
- Julian Bunetta – kompozytor
- Nick Carcaterra – reklama
- Mike Caren – A&R, reżyser, producent wykonawczy, producent wokalu
- Rufus Lee Copper – kompozytor
- Olle Corneer – kompozytor
- Katari T. Cox – kompozytor
- Brian "Busy" Dackowski – marketing
- Dada Life – producent muzyczny
- Ester Dean – kompozytor
- Anne Decelemente – A&R, administrator
- Aubry "Big Juice" Delaine – inżynier
- Megan Dennis – koordynacja produkcji
- Dr. Luke – composer, producer, programming, various
- Stefan Engblom – kompozytor
- Jerome Foster – kompozytor
- Sandrine Fouilhoux – stylista
- DJ Frank E – producer
- Justin Franks – kompozytor
- Yafeu Fula – kompozytor
- Chris Gehringer – mastering
- Sydne George – kompozytor
- Serban Ghenea – miksowanie
- Rob Gold – menadżer artystyczny
- Tatiana Gottwald – asystent
- Gucci Mane – kompozytor
- David Guetta – kompozytor, producent muzyczny
- John Hanes – inżynier
- Dionnee Harper – dyrektor, miksowanie
- Sam Holland – inżynier
- Antario Dion Holmes – kompozytor, keyboard, producent muzyczny
- Infinity – producent
- Joanne "Joey" Joseph – A&R, koordynacja
- Jacob Kasher – kompozytor
- Claude Kelly – kompozytor, wokal wspierający
- Carmen Key – kompozytor
- Knobody – producent
- George Kranz – kompozytor
- Philip Lawrence – kompozytor
- Jordan Lewis – kompozytor
- Kasia Levingston – kompozytor
- Los da Mystro – producent, kompozytor
- Ludacris – kompozytor
- Erik Madrid – asystent inżyniera
- Fabian Marasciullo – miksowanie
- Manny Marroquin – miksowanie
- Bruno Mars – kompozytor
- John Maultsby – kompozytor
- Catharine McNelly – publikacja
- Dieter Meier – kompozytor
- J. P. "The Specialist" Negrete – A&R, koordynacja, producent wokalu
- Chris 'TEK' O'Ryan – inżynier
- Joseph Paquette – kompozytor
- Christian Plata – asystent
- Priscilla Polete – kompozytor, wokal
- Elvin "Big Chuck" Prince – producent wykonawczy
- Eric "E Class" Prince – producent wykonawczy
- Lee "Freezy" Prince – producent wykonawczy, menadżer
- Irene Richter – producent
- Fred Riesterer – kompozytor, producent
- Tim Roberts – asystent inżyniera
- Kevin Rudolf – kompozytor
- Tony Scales – kompozytor
- Alex Schwartz – A&R, koordynacja
- Tupac Shakur – kompozytor
- Pamela Simon – menadżer
- Marcus Slade – kompozytor, inżynier
- Jordan Suecof – kompozytor
- Wayne Thomas – kompozytor
- Giorgio Tuinfort – kompozytor, programowanie
- Is Vantage – inżynier
- Bruce Washington – kompozytor
- Wayne-O – producent
- Tyler "T-Minus" Williams – kompozytor
- Zach Wolfe – photography
- Guy Wood – stylista
- Tyrone Wrice – kompozytor
- Emily Wright – inżynier
- Xplicit – kompozytor

źródło: AllMusic

## Listy przebojów
| Lista (2009)                           | Najwyższa pozycja |
| -------------------------------------- | ----------------- |
| Australia (ARIA Charts)                | 82                |
| Stany Zjednoczone (Billboard 200)      | 107               |
| Stany Zjednoczone (R&B/Hip-Hop Albums) | 21                |
| Stany Zjednoczone (Rap Albums)         | 11                |

## Historia wydania
| Kraj              | Data              |
| ----------------- | ----------------- |
| Stany Zjednoczone | 24 listopada 2010 |
| Australia         | 26 listopada 2010 |
| Wielka Brytania   | 29 listopada 2010 |
| Niemcy            | 10 grudnia 2010   |